# 红毛卷花丹
红毛卷花丹（学名：Scorpiothyrsus erythrotrichus）为野牡丹科卷花丹属下的一个种。其种加词“erythrotrichus”意为“红毛的”。